# Pulo Rangkileh
Pulo Rangkileh is een bestuurslaag in het regentschap Bireuen van de provincie Atjeh, Indonesië. Pulo Rangkileh telt 516 inwoners (volkstelling 2010).